# 蛹形蟹守螺
蛹形蟹守螺（学名：Clypeomorus nympha），是中腹足目蟹守螺科Clypeomorus的一种。主要分布于台湾，常栖息在礁石海岸。